# Alejandro Ávila Bello
Alejandro Ávila Bello (Zaragoza, 1963) es profesor universitario, asesor jurídico y perito forense.

## Biografía
Es el primer doctor en Periodismo de España por la Universidad Pompeu Fabra en 1995. Licenciado en Derecho por la UOC y en Ciencias de la Información por la Universidad Autónoma de Barcelona, máster en Dirección de Seguridad y Policía, máster en Ingeniería Superior Industrial, máster en Comunicación Audiovisual y Experto Universitario en Desactivación de Explosivos (NRBQ) por la Facultad de Derecho de la Universidad de Barcelona. Igualmente, es considerado uno de los mejores expertos en documentoscopia y análisis caligráfico forense.
Es miembro numerario de la Asociación Profesional Colegial de Peritos Judiciales del Reino de España y colabora habitualmente con el Ministerio de Justicia como perito judicial y forense en distintas especialidades. Profesor doctor en las universidades más prestigiosas de España como la Universidad Autónoma de Barcelona, Universidad Carlos III, Universidad Camilo José Cela o Universidad Pompeu Fabra así como en otras universidades extranjeras.
La voz de Alejandro Ávila Bello se dio a conocer a mediados de los años 80 a través de los doblajes de numerosos actores. Según eldoblaje.com prestó su voz a Cary Grant, Yul Brinner, Alec Baldwin, George Clooney, Robert Taylor, Jean-Louis Trintignant. Sus publicaciones cinematográficas son las primeras obras historiográficas sobre el doblaje en España.
También ha realizado distintos trabajos como guionista y presentador para TVE, TV3 o la alemana ZDF.
En 1992 trabajó como corresponsal de guerra en El Salvador para varios medios internacionales. Destacan sus crónicas sobre los Acuerdos de Paz de Chapultepec ratificados el jueves 16 de enero de 1992 entre el Gobierno de El Salvador y el Frente Farabundo Martí para la Liberación Nacional (FMLN) que pusieron fin a doce años de guerra civil. El mismo año se incorpora a la Cadena COPE donde dirige y presenta programas de actualidad y de economía. 
En 1996, pasa a formar parte del equipo fundador de Radio Intereconomía donde realiza algunos de los programas de mayor éxito de la cadena: Pulso Económico", "En Dos Continentes", "La Mano Abierta", "La Atalaya" o "El Policlínico". Crea un formato novedoso hasta el momento basado en los consultorios bursátiles. Fue el inventor del formato consultorio económico bursátil que constituyó una revolución radiofónica a finales del siglo XX. Por su aportación a la información especializada fue distinguido como el mejor periodista económico del año 2000 y reconocido con distintos premios como el Joven y Brillante de Periodismo Económico o el Journalistic Excellence Award Citigroup de Periodismo Económico.
En 2004 y hasta 2010, el grupo Vocento lo incorpora a la recién creada Punto Radio para dirigir y presentar distintas franjas horarias junto con estrellas radiofónicas como Luis del Olmo, María Teresa Campos, Julia Otero, Manel Fuentes o Concha García-Campoy, presenta programas como "El Mirador de la Economía" o el magazine de humor y actualidad "A Día de Hoy".
A finales de 2010, se reincorpora a la Cadena COPE a través de su emisora asociada Gestiona Radio, la cadena económica del Grupo COPE, para dirigir el programa matinal de 8:00 h. a 12:00 h. En apenas un año, "Primera Hora con Alejandro Ávila" consigue a través del EGM y de gestionaradio.com, más de 80.000 oyentes lo que consolida la apuesta del Grupo COPE por la información económica. Posteriormente, presentó en esta cadena el programa "Gran Angular" que se emitió de lunes a viernes de 21:00 a 01:00 h.
En 2012 fue nombrado director de Noticiero Universal, en su formato digital, hasta su cierre en 2024. También ha trabajado para El Diario de Barcelona y el diario EL PAÍS. Es miembro de Reporteros Sin Fronteras.
Desde el año 2017 colabora como asesor con el Ministerio de Justicia y el Ministerio del Interior. 
En la actualidad, preside el grupo Peritajes y Mediación dedicado a la asesoría jurídica y forense en el ámbito civil, penal y mercantil.

## Algunas publicaciones
- Manual práctico para iniciarse como locutor de radio.  Barcelona : Ediciones CIMS, 2000.
- Manual práctico para iniciarse como doblador de cine y televisión. Barcelona : Ediciones CIMS, 2000
- Así se crean doblajes para cine y televisión. Libros de Creación Audiovisual. Barcelona : Ediciones CIMS, 2000
- El doblaje. Madrid : Ediciones Cátedra, Grupo Anaya. Colección Signo e Imagen, 1997.
- Censura en el doblaje cinematográfico en España. Barcelona : Ediciones CIMS, Colección Comunicación Global, 1997.
- Historia del doblaje en España. Barcelona : Ediciones CIMS, Colección Comunicación Global, 1997.
- Recull. Barcelona : Generalidad de Cataluña, 1986.
- El destino está a un metro. Barcelona : Editorial Rondas, 1985.
- Información Radiofónica. Coordinadora: María Pilar Martínez Costa. Universidad de Navarra. Editorial Ariel. 2002.
- Nuevo diccionario de Cine. Madrid. Editorial Anaya, 1998
- Cinematògraf. Infrastructures Industrials. Barcelona : Societat Catalana de Comunicació, 1995.

### Como prologuista
- Martínez Albertos, José Luis. El Ocaso del Periodismo. Prólogo de Alejandro Ávila. Barcelona. Ediciones CIMS. 1997

## Experiencia docente
- 2019-2025 Profesor Doctor en los Grados de Derecho y Criminología de Eserp Business & Law School.
- 2022 Profesor Doctor en los Grados de Derecho y Criminología en la Universidad Internacional de La Rioja (UNIR)
- 2017-2019 Profesor Doctor en el Grado de Publicidad de Eserp Business School.
- 2014-2015 Profesor Doctor en el Grado de Comunicación Audiovisual. Universidad Pompeu Fabra.
- 2000-2002 Profesor Doctor Titular interino en la Licenciatura de Periodismo. Facultad de Humanidades. Universidad Carlos III de Madrid.
- 2000-2006 Ponente en la Fundación General de la Universidad Complutense de Madrid en los cursos de verano de El Escorial.
- 2002-2004 Profesor en el máster de Periodismo de la Universidad de Zaragoza.
- 1996-1997 Profesor invitado en la Universidad Católica Andrés Bello (Caracas, Venezuela). Profesor invitado en la Universidad Central de San José (Costa Rica). Profesor invitado en la Universidad de Honduras (Tegucigalpa, Honduras). Profesor invitado en la Universidad de El Salvador (El Salvador)
- 1991-2000 Profesor Asociado en la Licenciatura de Periodismo. Departamento de Periodismo y Comunicación Audiovisual. Universidad Pompeu Fabra de Barcelona. Asignaturas impartidas: Radio I-II-III, Locución en Medios Audiovisuales y Periodismo Económico.
- 1990-1992 Profesor Colaborador en la Licenciatura de Ciencias de la Información. Rama Periodismo. Universidad Autónoma de Barcelona
- 1989-1990 Profesor en el curso Formación de Expertos en Comunicación Corporativa. Programa de Formación Ocupacional del Fondo Social Europeo. Instituto de Ciencias de la Educación .Universidad Autónoma de Barcelona.

- Datos: Q5665702